# Ludwig Heusner (Mediziner)

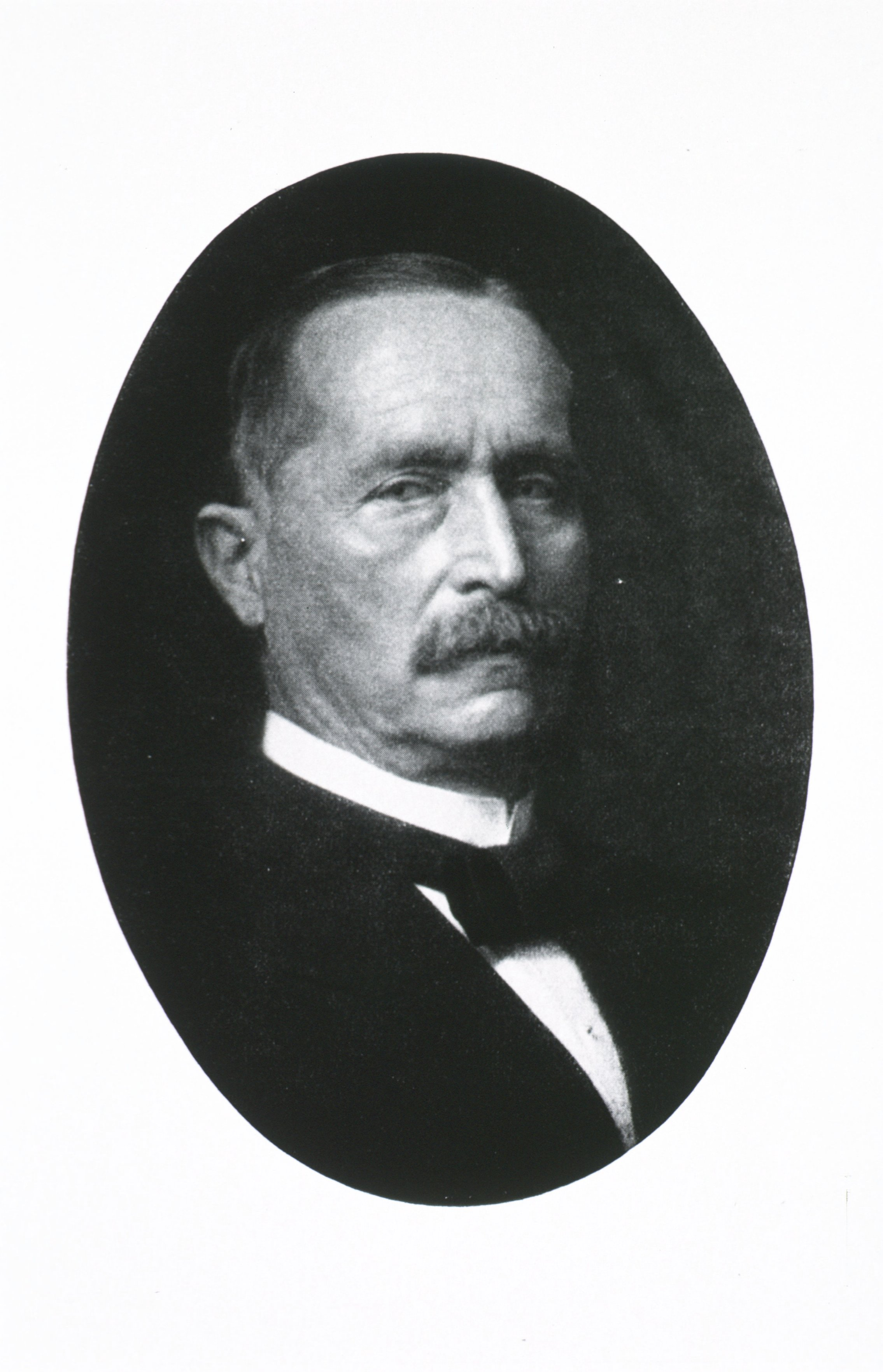
Ludwig Heusner (1913)

Ludwig Heusner (* 28. November 1844 in Boppard; † 27. Januar 1916 in Gießen) war ein deutscher Orthopäde und Chirurg sowie Leiter eines Krankenhauses in Barmen.

## Leben
Heusner wurde als Sohn des Kreisphysikus Carl Heusner geboren. In Koblenz besuchte er das Gymnasium und studierte Medizin an den Universitäten Berlin, Heidelberg, Würzburg, Bonn und Kiel. 1868 wurde er zum Dr. med. promoviert.
Im Deutsch-Französischen Krieg wirkte er als Feldassistenzarzt bei der Feldartillerie-Kriegsbesatzung in Spandau. Nach dem Krieg ließ sich Heusner in Barmen (Marienstraße 3) als praktischer Arzt nieder. Durch seine Bekanntschaft mit Friedrich Adolph Sander wurde er zu seinen wissenschaftlichen und populären Arbeiten auf dem Gebiet der Hygiene und der öffentlichen Gesundheitspflege angeregt.
Als Nachfolger von Friedrich Sander unterstand ihm vom 1. Januar 1878 als Oberarzt bis zum 1. April 1912 die Leitung des 1841 eröffneten alten Barmer Krankenhaus am Kleinen Werth. Dort publizierte er eine Methode der Anlage einer Magenfistel (Gastrostomie), bei der ein Magenzipfel durch ein in den Knorpel der achten Rippe gebohrtes Loch gezogen wird. Im Jahr 1892 gelang es erstmals Heusner, das durch ein durchgebrochenes Magengeschwür bedrohte Leben eines Patienten noch in dessen Wohnung mittels Vernähung der Perforationsstelle zu retten. Gemeinsam mit seinem Freund, dem Geheimen Sanitätsrat Carl Erasmus, gründete Heusner am 8. Mai 1898 in Düsseldorf die „Vereinigung Niederrheinisch-Westfälischer Chirurgen“. In den Jahren 1898 bis 1899 sowie von 1902 bis 1903 und im Jahre 1911 war Heusner Vorsitzender dieser Vereinigung.
Im Jahre 1903 wurde er anlässlich seines 25-jährigen Amtsjubiläums als Oberarzt und leitender Arzt  zum Professor ernannt. Nach seinen Bestrebungen wurde das Barmer Klinikum erbaut, das damals als die Städtischen Krankenanstalten Barmen in der Schönebeck am 27. Juli 1911 feierlich eingeweiht wurde.
1904 wurde Heusner Präsident der Deutschen Gesellschaft für Orthopädie und 1912 wurde zu deren Ehrenmitglied gewählt.
Heusner nahm seinen Altersruhesitz in Bonn und starb während eines Kuraufenthaltes in Gießen. Sein Grabmal auf dem Unterbarmer Friedhof ist erhalten. Es ist eines der Wuppertaler Ehrengräber.

## Ehrungen
- vor 1911: Geheimer Sanitätsrat[2]
- 1911: Nach Heusner ist die ehemalige Honigstraße am 17. August 1911 in Heusnerstraße am Barmer Klinikum umbenannt[2][5]
- 1911: Roter Adlerorden IV. Klasse[1]